# Karl Otto Jakob Ewich
Karl Otto Jakob Ewich (* 13. Februar 1814 in Barmen (heute Stadtteil von Wuppertal); † 29. August 1894 in Köln bestattet am 1. September 1894 in Burgbrohl) war ein deutscher Arzt, Balneologe und herzoglich sächsischer Hofrat.

## Leben und Wirken
Ewich war der Sohn von Johann Jakob Ewich (1788–1863) und Eleonore Karoline Jakobine Seibels (1787–1878).

Ewich studierte zu Bonn und Halle und wurde 1842 in Halle Doktor. Ab 1842 war er praktischer Arzt in Barmen. Zwischen 1848 und 1849 praktizierte er in Waldbreitbach, Kreis Neuwied, als Distriktsarzt. Auf Schloss Burgbrohl, welches sein Vater im Jahr 1845 gekauft hatte, richtete Ewich seine Landarzt-Praxis ein. Am 18. Mai 1849 heiratete er in Hönningen Magarethe Josefa Hertmanni (* 31. Juli 1811).

Schloss und Dorf Burgbrohl 1852 – Lithographie von H. von Dirks

### Bemühungen für ein „Kurbad Heilbronn bei Brohl“
Von Anfang an setzte Ewich in seiner Praxis Mineralwässer des eigenen Schlossbrunnens und des Heilbrunnens im Pöntertal (auch Helpert genannt, erstmals als Quelle erwähnt 1501 – siehe auch: Klosterruine Tönisstein) zur Behandlung zahlreicher Krankheiten ein. Durch die Erfolge dieser Mineralwässer stellte Ewich es sich zur Aufgabe, das Vorhaben des Kurfürsten Clemens August zu erneuern, im Brohltal ein großes Bad zu schaffen. Im Oktober 1849 erhielt Ewich die behördliche Konzession im Schloss Burgbrohl ein „Curhaus“ zu eröffnen.

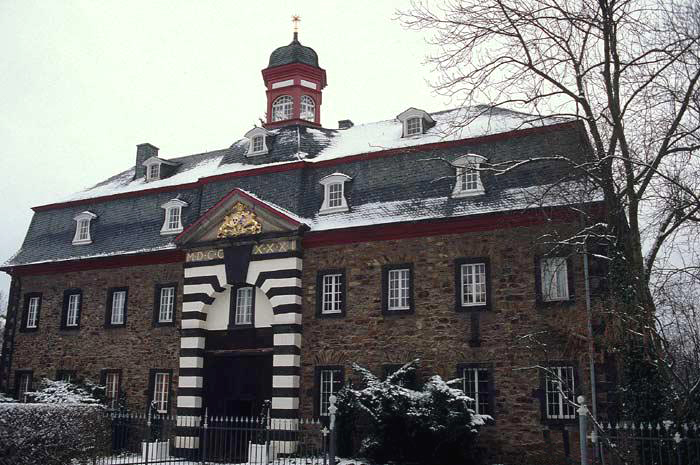
Burgbrohl (heute)

Sein Bestreben, im Brohltal ein Kurbad zu errichten, präsentierte Ewich 1852 der breiten Öffentlichkeit mit der Publikation seines Buches Der Führer am Laacher-See u. durch das Brohlthal: Mit Beobachtungen über die Eigenschaften u. therapeutischen Wirkungen des Heilbronn (s. Literatur). Diesen Brohltalführer nutzte Ewich, um ausführlich über die Eigenschaften und therapeutischen Wirkungen des Heilbrunnens – dreißig Jahre vor Pfarrer Kneipps Wasserkuren – zu berichten. Der Helpert sollte zum Mittelpunkt des zu gründenden Kurortes gemacht werden. Ewich erreichte 1850, dass die Pächter des Helpert den Versand von Brunnenwasser wieder aufnahmen. 1852 wurden bereits 24.000 Krüge versandt. Problematisch blieb nur die Tatsache, dass der Helpert nur fußläufig von der Schweppenburg aus erreichbar war, ein Ausbau zu einer Fahrstraße war nie erfolgt. 1853 verlegte Ewich seinen Wirkungskreis nach Köln, vernachlässigte aber dennoch nicht sein Bestreben zur Anlage eines Kurortes in und um Burgbrohl. Denn schon Mitte 1854 legte Ewich in einer 25 Seiten umfassenden Schrift ausführliche Pläne für die Gründung seines „Kurbades Heilbronn bei Brohl“ vor. Aufgrund seiner guten Beziehungen ins preußische Königshaus erreichte Ewich eine offizielle Prüfung seines Projektes. Im Dezember 1855 reiste eine siebenköpfige Kommission ins Brohltal. Die Kommission kam zu einem positiven Ergebnis und beantragte beim König den Ausbau eines Fahrweges aus dem Brohltal zur Quelle. Trotz aller Fortschritte des Projektes war es Ewich bis 1854 nicht gelungen, die Quellen in Tönisstein, den Helpert und den Keller-Brunnen für sich zu pachten. Ewich hatte sich für die öffentliche Versteigerung der Quellen durch den preußischen Fiskus mit dem Brohler Stein- und Traßhändler Dominicus Zervas zusammengetan, der in seinem Namen für ihn mitbieten sollte, sodass Ewich Mitpächter geworden wäre. Zervas entschied sich aber drei Stunden vor dem Versteigerungstermin anders und ersteigerte nur für sich die Quellen. Trotz dieser Enttäuschung initiierte Ewich die Gründung eines „Actien-Vereins zur Benutzung Rheinpreussischer Quellen“, in dem namhafte Bankiers und Industrielle (u. a. auch Dominicus Zervas) zusammenkamen. Im Juli 1857 legte ein Konsortorium des Vereins einen Prospekt zur Bildung des „Kurbades Heilbronn bei Brohl“ über ein Grundkapital von 1.000.000 Talern mit 10-%-Beteiligung der Regierung vor. Das Zeichnungsergebnis entsprach leider nicht den Erwartungen. Die Regierung in Koblenz favorisierte nunmehr eher die Erschließung der Quellen im Kurort Neuenahr. Ewich kämpfte trotzdem weiter unerbitterlich und legte im August 1859 eine Denkschrift vor, in der er Tönisstein für einen Kurort vorschlug. Dort sollten künftig Moorbäder verabreicht werden. Nach der Eröffnung der linksrheinischen Eisenbahn sah Ewich für den Kurort Tönisstein große Chancen. Wiederum schaltete sich Dominicus Zervas mit seinem Schwiegersohn Baron Roderich von Mengershausen ein. Sie zogen aus Ewichs Denkschrift etliche Anregungen. 1861 bauten sie das baufällige Kurhaus in Tönisstein wieder auf. In den darauffolgenden zwanzig Jahren wurde der Kurort Tönisstein dann vorwiegend von holländischen Kurgästen besucht. 1884 (mit Ablauf des Pachtvertrages) wurde der Kurbetrieb aufgrund von mangelndem Gewinn eingestellt. 1886 wurden die Liegenschaften durch den Unternehmer August Thyssen gekauft. 1891 wiederum wurde der Mineralwasserbetrieb an die Familie Kerstiens verkauft, die bis heute im Besitz blieb und unter dem Namen Tönissteiner Privatbrunnen firmiert.

### Weiteres Wirken
Ewich war nach seinem Weggang aus dem Brohltal in Köln außer als Armen-, Eisenbahn- und Kassenarzt auch als Mineralwasser-Fabrikant tätig und zwischenzeitlich zum Hofrat ernannt worden. Er beschäftigte sich neben der Praxis mit balneologischen, geologischen und hygienischen Studien. 1861 richtete Ewich im Kölner Stadtgarten eine Trinkhalle für Mineralwasser ein. 1866 übernahm er von seinem Vater Johann Jakob Ewich eine Buchhandlung und Verlagsanstalt. Der Kurbadtraum von Ewich war nach all seinen Bemühungen nie so Recht in Erfüllung gegangen. 1877 gehörte Ewich zu den Gründungsmitgliedern des "Internationalen Vereins gegen Verunreinigung der Flüsse, des Bodens und der Luft", dessen Vorsitz Ewich zeitweilig ausübte. Ewich wurde auf seinen Wunsch hin auf dem evangelischen Friedhof der Gemeinde Niederbreisig beerdigt.

## Werke
- 1842: De sphacelo pulmonis additis sex observationibus, Universität Halle (Saale), Dissertation (Latein)
- 1851: Beobachtungen über die Eigenschaften und therapeutischen Wirkungen des Mineralwassers. DuMont-Schauberg, Köln
- 1852: Der Führer am Laacher-See u. durch das Brohlthal: Mit Beobachtungen über die Eigenschaften u. therapeutischen Wirkungen des Heilbronn. Verlag C.W. Lichtfers, Neuwied
- 1862: Rationelle Balneologie – Praktisches Handbuch über die vorzüglichsten Heilquellen und Curorte: für Aerzte und Badereisende. Verlag August Hirschwald, Berlin
- 1862: Kurzmitteilung von Ewich zu seiner Mineralwasser-Fabrik und seiner Trinkanstalt in Köln. In: Archiv fuer Balneologie, Hofrat Dr. Spengler, Verlag der J.H. Heuser’schen Buchhandlung, Neuwied, 1862, 1. Band, 1. Heft: S. 164–168
- 1871: Städtereinigung und Wasserversorgung : eine Warnung vor englischen Zuständen, Georgi, Bonn
- 1872: Heilkräfte und Gebrauchsweise der Ewich’schen Mineralwasser, nach praktischen Erfahrungen, Ewich, Köln
- 1873: Schwemm-Canäle oder Liernur?: der heutige Standpunct der Städtereinigungs-Frage. Eduard Heinrich Meyer, Köln
- 1883: Rationelle Behandlung der Gicht- und Steinkrankheiten. Otto Wigand, Leipzig (archive.org)
- 1883: Vortrag über Gicht und Steinkrankheiten: gehalten im Allgemeinen Ärztlichen Verein zu Köln, am 26. November 1883; nebst Gebrauchsanweisung für die Ewich’schen Mineralwasser. Ahn, Köln
- 1887: Über den andauernden Gebrauch alkalischer Mineralwasser. Köln

## Ehrungen
- Am 3. Februar 1842[11] legte er an der Universität Halle (Saale) seine Dissertation De sphacelo pulmonis additis sex observationibus(Latein) zum Doktor ab.
- 1861 erhielt Ewich vom Fürsten von Hohenzollern (Wilhelm I. (Deutsches Reich)) die goldene Verdienstmedaille[12] und wurde zum Hoflieferant erklärt[13].
- Zudem war er Träger des Kronenordens IV. Klasse mit dem roten Kreuz und erhielt die Kriegsgedenkmünze 1870/71. Ebenso war er Ritter des Zähringer Ordens II. Klasse und des Sachsen Ernestinischen Hausordens II. Klasse.[14]